# Dulce de leche
Dulce de leche er en konfekt fra Latinamerika, der tilberedes ved langsomt at opvarme sødet mælk for at skabe et stof, der får dens smag fra Maillard-reaktionen, som også skifter farve, med et udseende og smag, der ligner karamel. Dulce de leche er spansk for "slik [fremstillet] af mælk" eller "karamel".
Produktet bruges som pålæg og som ingrediens i kager og lignende.
 Der er for få eller ingen kildehenvisninger i denne artikel, hvilket er et problem. Du kan hjælpe ved at angive troværdige kilder til de påstande, som fremføres i artiklen.